# Nash, Texas
Nash är en ort i Bowie County i delstaten Texas, USA.